# Équipe du Salvador de rugby à XV
L'équipe du Salvador de rugby à XV rassemble les meilleurs joueurs de rugby à XV du Salvador. Elle est membre associée de Sudamérica Rugby mais n'est pas membre de World Rugby. Elle joue actuellement dans la Division C du Championnat d'Amérique du Sud.